# Kiralu, Mysore
Kiralu là một làng thuộc tehsil Mysore, huyện Mysore, bang Karnataka, Ấn Độ.